# Porfyrie
Porfyrie is in de geneeskunde de naam voor een aantal erfelijke aandoeningen waarbij de enzymen die betrokken zijn bij de synthese van het heemmolecuul niet goed werken of afwezig zijn.
Het bekendste eiwit dat een dergelijk heemmolecuul bevat is het eiwit hemoglobine, dat bloed zijn rode kleur geeft. Door verminderde activiteit van de enzymen hopen specifieke tussenproducten van het syntheseproces op die aanleiding kunnen geven tot verschillende klachten. Sommige van deze producten zijn in water oplosbaar en geven dan klachten die lijken op een blindedarmontsteking, gecombineerd met neurologische aandoeningen zoals men ziet bij porphyria acuta intermittens.
Andere producten zijn vetoplosbaar en stapelen zich zo in de huid waardoor deze aandoeningen gekenmerkt worden door huidklachten zoals bij porphyria cutanea tarda. Een derde groep van aandoeningen kan een combinatie geven van huid- en buikklachten zoals bij porphyria variegata.
Een acute porfyrieaanval is een potentieel levensbedreigende en uitputtende conditie die een risico inhoudt op ademhalingsstilstand en neuropsychiatrische stoornissen.
Acute porfyrieaanvallen zijn betrekkelijk zeldzaam: 1-2 per 100.000 inwoners.

## Vormen
| Enzym                                                 | Plaats van enzym | Vorm van porfyrie                          | Type porfyrie  |
| ----------------------------------------------------- | ---------------- | ------------------------------------------ | -------------- |
| δ-aminolevulinaat (ALA) synthase                      | Mitochondrion    | X-linked sideroblastische anemie (XLSA)    | Erytropoëtisch |
| δ-aminolevulinaat (ALA) dehydratase                   | Cytosol          | Doss porfyrie/ALA-dehydratasedeficiëntie   | Hepatisch      |
| hydroxymethylbilaan (HMB) synthase (of PBG deaminase) | Cytosol          | Porphyria acuta intermittens               | Hepatisch      |
| uroporfyrinogeen (URO) synthase                       | Cytosol          | Congenitale erytropoëtische porfyrie (CEP) | Erytropoëtisch |
| uroporfyrinogeen (URO) decarboxylase                  | Cytosol          | Porphyria cutanea tarda (PCT)              | Hepatisch      |
| coproporfyrinogeen (COPRO) oxidase                    | Mitochondrion    | Hereditaire coproporfyrie (HCP)            | Hepatisch      |
| protoporfyrinogeen (PROTO) oxidase                    | Mitochondrion    | Porphyria variegata (VP)                   | Gemengd        |
| Ferrochelatase                                        | Mitochondrion    | Erytropoëtische protoporfyrie (EPP)        | Erytropoëtisch |

## Diagnose
De gemiddelde periode tussen de eerste aanval en de diagnose 'acute porfyrie' bedraagt zes jaar.
Acute buikpijn is het belangrijkste symptoom bij een acute porfyrie-aanval. Sommige andere symptomen en condities kunnen doen denken aan porfyrie zoals: constipatie, misselijkheid, hyponatriëmie, tachycardie, proximale spierzwakte, stemmingsstoornissen, neurologische stoornissen, donkere of roodkleurige urine (na UV-lichtblootstelling gedurende 30 minuten), nieuwe hypertensie, pijn geassocieerd met de luteale fase van de menstruatiecyclus, recent geneesmiddelengebruik die porfyrie verergert, recent calorie-koolhydraat arm dieet, drugsmisbruik.
De diagnose van acute porfyrie-aanvallen wordt bevestigd door de snelle dosering van bepaalde hemine-voorlopers. Delta-aminolevulinic zuur (δALA) en porphobilonogeen (PBG) in de urine zijn verhoogd tijdens de aanval.
Door emotioneel trauma kan porfyrie opgewekt worden.

## Behandeling
Uitlokkende factoren dienen vermeden te worden. Zorg voor een goede opname van koolhydraten en verleen voedingsondersteuning. Opgelet met grote volumes van 10% glucose-oplossing die hyponatriëmie kunnen veroorzaken. Het is noodzakelijk bepaalde medicatie te vermijden: talrijke geneesmiddelen induceren een aanval doordat de vraag naar hemine stijgt alsook de ALA synthase geactiveerd wordt. 
Er bestaan specifieke behandelingen om de heem-synthese af te remmen en het evenwicht te herstellen tijdens de aanval.
De behandeling moet zo snel mogelijk opgestart worden om het ziekteproces om te keren en de symptomen en de risico's op verwikkelingen te verkleinen.

## Vampieren en weerwolven
Porphyria is een naar voren geschoven verklaring voor de oorsprong van vampier- en weerwolflegendes, gebaseerd op bepaalde vermeende gelijkenissen tussen de aandoening en de folklore.
In januari 1964 werd L. Illis' publicatie uit 1963, "On Porphyria and the Aetiology of Werwolves," geplaatst in Proceedings of the Royal Society of Medicine. Later zou Nancy Garden pleiten voor een connectie tussen porfyrie en het geloof in vampieren in haar boek Vampires uit 1973. In 1985 verwierf biochemicus David Dolphins publicatie voor de American Association for the Advancement of Science, "Porphyria, Vampires, and Werewolves: The Aetiology of European Metamorphosis Legends," wijdverspreide media-aandacht, hiermee het idee populariserend.
De theorie is door enkele folkloristen en onderzoekers verworpen geweest als niet accurate kenmerken van de originele weerwolf- en vampierlegendes of de ziekte, en als potentieel stigmatiserend voor porfyriepatiënten.
Een artikel uit 1995 in het Postgraduate Medical Journal (via NIH) verklaart:
As it was believed that the folkloric vampire could move about freely in daylight hours, as opposed to the 20th century variant, congenital erythropoietic porphyria cannot readily explain the folkloric vampire but may be an explanation of the vampire as we know it in the 20th century. In addition, the folkloric vampire, when unearthed, was always described as looking quite healthy ("as they were in life"), while due to disfiguring aspects of the disease, sufferers would not have passed the exhumation test. Individuals with congenital erythropoietic porphyria do not crave blood. The enzyme (hematin) necessary to alleviate symptoms is not absorbed intact on oral ingestion, and drinking blood would have no beneficial effect on the sufferer. Finally, and most important, the fact that vampire reports were literally rampant in the 18th century, and that congenital erythropoietic porphyria is an extremely rare manifestation of a rare disease, makes it an unlikely explanation of the folkloric vampire.